# Pseudautomeris deletum
Pseudautomeris deletum är en fjärilsart som beskrevs av Eugène Louis Bouvier 1929. Pseudautomeris deletum ingår i släktet Pseudautomeris och familjen påfågelsspinnare. Inga underarter finns listade i Catalogue of Life.